# (11717) 1998 HU94
A (11717) 1998 HU94 a Naprendszer kisbolygóövében található aszteroida. A LINEAR projekt keretében fedezték fel 1998. április 21-én.

## Kapcsolódó szócikk
- Kisbolygók listája (11501–12000)